# Toyota GT-One
Toyota GT-One (яп. トヨタジーティーワン), або Toyota TS020 — гоночний автомобіль, розроблений японською компанією Toyota у зв'язку зі створенням в 1997 році в Кельні (Німеччина) команди Toyota Team Europe для участі у гонках 24 години Ле-Мана 1998 року, а потім в Ле-Мані 1999 року. Дизайн автомобіля був розроблений інженером Андре де Кортанзе для заміни  застарілих автомобілів Toyota, які змагалися в класах Grand Tourer. Автомобіль не досяг важливих перемог у спорті.
Хоча результати, отримані в 1998 році, і два других місця в 1999 році, не були значущими, GT-One вважається одним з найкращих автомобілів в автоспорті з моменту останнього хорошого результату, отриманого Toyota в Ле-Мані в 1994 році.